# Roger Mais
Roger Mais (* 11. August 1905 in Kingston; † 21. Juni 1955 ebenda) war ein jamaikanischer Schriftsteller, Poet, Fotojournalist und Maler. 1978 erhielt er posthum den "Order of Jamaica" für seinen Beitrag zu Jamaikas politischer Fortentwicklung.
Mais war ein bedeutender Vertreter der sich erhebenden nationalen Bewegungen, dem "National Movement" des Jamaikas der 1930er Jahre. Nachdem er vornehmlich unveröffentlicht gebliebene Gedichte und Kurzgeschichten geschrieben hatte, begann er ab 1938 die Zerrissenheit und Hoffnungslosigkeit der sich emanzipierenden schwarzen Bevölkerung Jamaikas zur Zeit des Zweiten Weltkrieges zu schildern. 1944 kam Mais wegen seiner, gegenüber Winston Churchills Politik kritischen Rede "Now we know" für ein halbes Jahr in Spanish Town ins Gefängnis. Daraufhin erst folgte seine Romantrilogie "The Hills Were Joyful Together" (1953), "Brother Man" (1954) und "Black Lightning" (1955), die ihn international bekannt machten.
Roger Mais gilt weithin als Vater der modernen karibischen Literatur. Indem er sein literarisches Schaffen an dem Bedürfnis nach einer nationalen wie kulturellen Identität ausrichtete, wandte er sich gegen die hegemonische literarische Tradition Europas und stellte sein künstlerisches Schaffen in den Dienst der Erkundung seines eigenen Volkes und dessen Kultur, mit dem Ziel eine eigene, möglichst authentische Sprache zu finden.
Mais arbeitete vor seiner Karriere als Literat als Fotograf für die Tageszeitung Jamaica Gleaner und begann in den 1950er Jahren mit Malerei. Seine Bilder sind in der Dauerausstellung der National Gallery of Jamaica zu sehen.